# Power to the People
Power to the People är en låt av John Lennon, utgiven som singel den 12 mars 1971 i Storbritannien och 22 mars i USA. Lennon inspirerades att skriva låten efter att ha träffat Tariq Ali som då arbetade för den vänsterradikala tidningen Red Mole. Låten medtogs aldrig på något studioalbum, första gången den fanns tillgänglig på LP var på samlingsskivan Shaved Fish 1975.
Med anledning av Almstriden i Kungsträdgården, Stockholm 1971, kom samma år den uppmärksammade svenska coverversionen "Almarna åt folket" med bandet Envoys.

## Musiker
- John Lennon - Sång, Gitarr, Piano.
- Rosetta Hightower - Bakgrundssång.
- Bobby Keys - Saxofon.
- Billy Preston - Piano, keyboard.
- Klaus Voormann - Bas.
- Alan White - Trummor.

## Listplaceringar
| Lista (1971)   | Position               |
| -------------- | ---------------------- |
| Australien     | 13 (Go Set)            |
| Flandern       | 9                      |
| Frankrike      | 11                     |
| Irland         | 7                      |
| Kanada         | 4 (RPM)                |
| Nederländerna  | 4                      |
| Norge          | 3 (VG-lista)           |
| Schweiz        | 5                      |
| Storbritannien | 7                      |
| Sverige        | 10 (Kvällstoppen)      |
| Sverige        | 5 (Tio i topp)         |
| USA            | 11 (Billboard Hot 100) |
| Vallonien      | 18                     |
| Västtyskland   | 7                      |
| Österrike      | 11                     |